# تحرشية

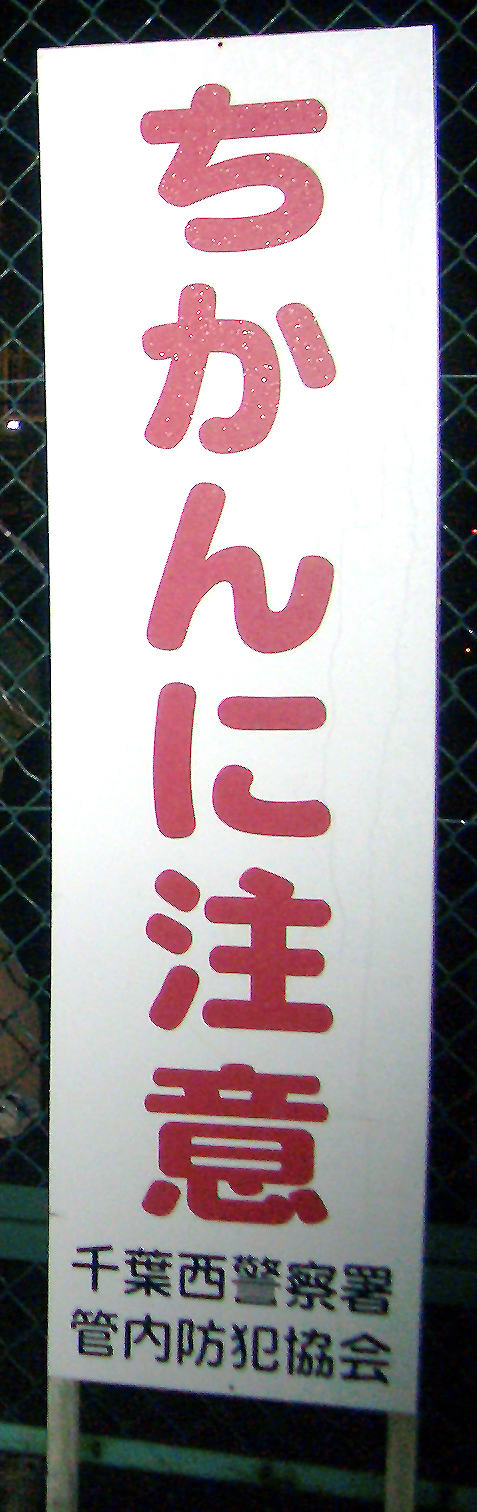

التحرشية أو التحرش باللمس هو نوع من أنواع الشذوذ الجنسي أو البارافيليا وهو عبارة عن الرغبة في فرك جزء من الجسد - عادة ما تكون منطقة الحوض عند الشخص أو القضيب المنتصب - بشخص آخر على خلاف رغبته طلباً للمتعة الجنسية. وقد يكون الجزء الملموس أي جزء من الجسم عند الشخص المستهدف بهذا الفعل، بما في ذلك منطقة الأعضاء التناسلية. ويعرف الشخص الذي يمارس هذا الأمر بـ «المتحرش» وبالفرنسية "frotteur".
 و «التلامسية» هي الإثارة الجنسية عن طريق مسك أو فرك يد الشخص بجسم شخص آخر غير متوقع لهذا الفعل (و دون رغبته أو رضاه). وعادة ما يشمل ذلك لمس الثدي والأرداف أو المناطق التناسلية عند الشخص المستهدف، وفي كثير من الأحيان يحدث ذلك في أثناء عبور المتحرش بسرعة عبر خط السير الطبيعي للضحية. ويعتبر بعض علماء النفس التلامسية نوعاً من أنواع التحرشية، في حين يميز الآخرون بين الاثنين باعتبارهما شيئين مختلفين.

## أصل الاسم والتاريخ
ربما كانت المرة الأولى لاعتبار التحرشية إحدى علامات الاضطراب النفسي كانت بواسطة الطبيب الفرنسي «فالينتين ماغنان» ـ حيث وصف في دراسة له عام 1890 ثلاثة أنماط من التحرشية. أما كلمة تحرشية باللغة الفرنسية "Frottage" فمستمدة من الفعل الفرنسي frotter، والذي يعني «يفرك». أما Frotteur فهو اسم فرنسي يعني حرفيا «الشخص الذي يفرك» أو «الحاكّ». وقد تمت إشاعة استخدام اللفظ من قبل عالم الجنس الألماني ريتشارد فون كرافت إيبنج في كتابه «الاعتلال النفسي الجنسي» (Psychopathia Sexualis)، مقترضاً له من المصطلحات الفرنسية للطبيب ماغنان. وصاغ دكتور كليفورد ألين صاغ في وقت لاحق مصطلح frotteurism في كتابه الذي صدر 1969 عن الاضطرابات الجنسية.
وقد وصف الدليل التشخيصي والإحصائي للاضطرابات العقلية هذا الاضطراب الجنسي من خلال الاسم "frottage" حتى الطبعة الثالثة (DSM III-R)، لكنه تغير إلى "frotteurism" في الطبعة الرابعة، ويستخدم الآن مصطلح "frotteuristic disorder" أو «اضطراب التحرشية» في الطبعة الخامسة. ومع ذلك، لا يزال مصطلح "frottage" في بعض القوانين مستخدماً حيث هو مرادف لمصطلح "frotteurism".

## الأعراض والتصنيف
الدليل المهني للجمعية الأمريكية للطب النفسي (APA)، الدليل التشخيصي والإحصائي للاضطرابات العقلية، في طبعته الخامسة، يسرد المعايير التشخيصية التالية لاضطراب التحرشية:
1. على مدى فترة لا تقل عن 6 أشهر، شهوة جنسية متكررة ومكثفة تؤدي لرغبة في لمس أو فرك جزء من جسم الشخص بجسم شخص آخر غير منتبه لذلك الفعل، كما يتجلى ذلك أيضاً في الخيالات الجنسية، أو الرغبات الملحة، أو السلوكيات الفعلية.
2. و تصرف الفرد على أساس هذا الرغبات مع شخص آخر غير مستشعر، أو تحفيزه جنسياً أو خيالاته الجنسية يسببون ضائقة سريرية كبيرة أو ضعفاً في المجالات الاجتماعية والمهنية، أو غيرها من مجالات الحياة والتصرف أو السلوك الهامة.

وإذا لم يتصرف الفرد على أساس رغبته واهتمامه هذا ولم يعاني أي ضائقة أو إعاقة، فإنه يعتبر ذا رغبات جنسية متقلبة، وليس شخصاً لديه اضطراب التحرشية. بعض علماء الجنس يميزون بين التحرشية (ويعرفونها كفرك منطقة الحوض في جسد الضحية) والتلامسية (و يعرفونها باستخدام اليدين مع الضحية)، ولكن هذا التفريق غير موجود في الدليل التشخيصي والإحصائي للاضطرابات العقلية. وصف عالم الجنس كورت فريوند التحرشية والتلامسية بأنهما اضطرابات في التودد أو المغازلة التي تحدث في مرحلة التلامس من المغازلة البشرية.

## مدى الانتشار والقانونية
مدى انتشار التحرشية غير معروف بدقة. ويقدر الدليل التشخيصي والإحصائي للاضطرابات العقلية أن 10٪ إلى 14٪ من الرجال الذين يترددون على عيادات الطب النفساني لمعاناتهم من البارافيليا أو فرط الرغبة الجنسية لديهم اضطراب التحرشية كذلك، مشيرا إلى أن انتشاره محدود. ومع ذلك، قد تحدث أفعال التحرش نفسها، على النقيض من تشخيص اضطراب التحرشية في ما يصل إلى 30٪ من الرجال في عموم العينة السكانية. ومعظم المتحرشون هم من الذكور وغالبية الضحايا من الإناث، على الرغم من أن حالات تحرش الإناث بالذكور والإناث بالإناث والذكور بالذكور موجودة. وغالبا ما يتم هذا النشاط في الظروف التي لا يمكن للضحية أن تستجيب بسهولة تجاهه، كمكان عام مثل قطار مزدحم أو حفلة موسيقية.
وعادة ما ينظر إلى مثل هذا التصرف باعتباره جريمة جنائية: كشكل من أشكال الاعتداء الجنسي وإن كان يصنف في كثير من الأحيان كجنحة مع عقوبات قانونية طفيفة. وقد ينتج عن الإدانة عقوبة أو علاج نفسي.

## اقرأ أيضاً
- تحرش جنسي
- استمناء

## هوامش
1. 1 2 3  Cantor, J. M., Blanchard, R., & Barbaree, H. E. (2009). Sexual disorders. In P. H. Blaney & T. Millon (Eds.), Oxford textbook of psychopathology (2nd ed.) (pp. 527–548). New York: Oxford University Press.
2. ↑  Laws، D. Richard؛ O'Donohue، William T. (16 أبريل 2012). Sexual Deviance, Second Edition: Theory, Assessment, and Treatment (ط. 2nd). Guilford Press. ISBN:9781462506699. مؤرشف من الأصل في 2020-04-14. اطلع عليه بتاريخ 2013-07-25.
3. 1 2 3  American Psychiatric Association، المحرر (2013). "Frotteuristic Disorder 302.89 (F65.81)". Diagnostic and Statistical Manual of Mental Disorders, Fifth Edition. American Psychiatric Publishing. ص. 691–694.
4. ↑  McAnulty, Richard D.؛ Adams, Henry E.؛ Dillon, Joel (2002). "Sexual disorders: The paraphilias". في Sutker, Patricia B.؛ Adams, Henry E. (المحررون). Comprehensive handbook of psychopathology. New York: Plenum Press. ص. 761. {{استشهاد بكتاب}}: الوسيط غير المعروف |last-author-amp= تم تجاهله يقترح استخدام |name-list-style= (مساعدة)
5. ↑  Freund, K. (1990). Courtship disorders: Toward a biosocial understanding of voyeurism, exhibitionism, toucherism, and the preferential rape pattern. In. L. Ellis & H. Hoffman (Eds.), Crime in biological, social, and moral contexts (pp. 100–114). NY: Praeger.
6. ↑  Freund, K. (1990). Courtship disorders. In W. L. Marshall, D. R. Laws, & H. E. Barbaree (Eds.), Handbook of sexual assault: Issues, theories, and treatment of the offender (pp. 195–207). NY: Plenum Press.
7. ↑  UCSB's SexInfo نسخة محفوظة 18 يناير 2018 على موقع واي باك مشين.
8. ↑  frottophilia at SEX ED 601 Advanced Topics in Human Sexuality. نسخة محفوظة 11 مايو 2020 على موقع واي باك مشين.